# Humlan Helmer
Humlan Helmer är en svensk sagofigur skapad av författaren Jerker Swande som i en serie böcker beskriver en värld fylld av nyfikna och äventyrslystna insekter. Humlan Helmer har vänner som till exempel flugan Filbert, onkel Edgar, getingen Sigge, myggan Minus, syrsan Bolger med flera.
Humlan Helmer gick också som TV-serie i Kanal 5 och hade premiär 8 februari 1997,[källa behövs] med bland andra Lasse Kronér, Claes Malmberg, Sharon Dyall och Karl Dyall i rollerna. Humlan Helmer spelades också som barnteater på Wij Trädgårdar i Ockelbo 2016 och 2017.